# Vîlî, Lubnî
Vîlî (în ucraineană Вили) este un sat în comuna Tarandînți din raionul Lubnî, regiunea Poltava, Ucraina.

## Demografie
Componența lingvistică a localității Vîlî
     Ucraineană (98,91%)
     Rusă (1,09%)
Conform recensământului din 2001, majoritatea populației localității Vîlî era vorbitoare de ucraineană (98,91%), existând în minoritate și vorbitori de rusă (1,09%).